# María de la Paz Elizalde González
Maria de la Paz Elizalde González es una química e investigadora mexicana cuyo trabajo se ha centrado en el estudio de la adsorción, cromatografía y tecnología ambiental. Cuenta con el registro de seis patentes en países como México, Estados Unidos, Alemania y España, así como más de 85 artículos de su autoría en revistas indexadas. Fue la primera académica del área de ciencias contratada por la Benemérita Universidad Autónoma de Puebla (BUAP).

## Trayectoria académica y profesional
Estudió la licenciatura en Química en la BUAP, de la que egresó en 1977. Posteriormente, a los 27 años, se doctoró en la Universidad Estatal de Moscú M.V. Lomonosov. Así mismo, realizó una estancia posdoctoral en la Universidad de Karlsruhe en Alemania de 1990 y 1992. También fue profesora invitada del Centro Helmholtz de Investigación Ambiental de Leipzig, Alemania, y becaria de la Fundación Alexander von Humboldt.

## Aportaciones científicas
Elizalde González demostró que existe una relación entre la estructura de las moléculas y su capacidad para adsorberse o retenerse, lo que permite diseñar y crear superficies dirigidas a una función específica desde el punto de vista de la fisicoquímica.
Entre sus patentes más relevantes se encuentra aquella en la que, a través de un residuo del hueso de aguacate, se obtiene un absorbente capaz de eliminar contaminantes orgánicos e inorgánicos.

## Igualdad en el campo de la ciencia
Elizalde González ha señalado que existe un rezago de las mujeres en el campo científico, el cual, considera, hay que revertir: 
… hay que impulsar de inmediato acciones, cuyos resultados no se verán sino después de una generación, como mínimo. El cambio debe empezar en el hogar, educando a hijos e hijas por igual, sin inducción o preferencia por actividades o carreras femeninas. Igual debe hacerse en el sistema educativo mexicano.